# Détroyat
Pour les articles homonymes, voir Détroyat (homonymie).
Le Détroyat est un aviso de type A69 classe d'Estienne d'Orves de la Marine nationale. Son indicatif visuel était F784. Il est le quatrième des 17 avisos de cette classe construits par l'arsenal de Lorient. Il est en service une vingtaine d'années, entre le 4 mai 1977 et le 25 avril 1997. Il sert ensuite longtemps comme brise-lames au port du château à Brest avant d'être ferraillé fin 2015 en Belgique.
Les cendres de Jean Gabin furent dispersées en mer d'Iroise depuis le Détroyat le 19 novembre 1976.

## Le nom
Le navire a été baptisé en l’honneur de Robert Détroyat, capitaine de corvette, compagnon de la Libération, mort au combat le 21 juin 1941 à proximité de Damas (Syrie), et réinhumé en 1950 à Saint-Pierre-d'Irube au Pays-Basque d'où sa famille est originaire. Le navire est parrainé par la ville de Bayonne, parrainage effectif lors d'une escale dans le port basque en 1979.

## Construction
La quille est posée le 15 décembre 1974 à l'arsenal de Lorient et le navire est lancé le 31 janvier 1976 pour une mise en service le 4 mai 1977. 
Son coût de construction est estimé à 270 millions de francs.

## Service
Le Détroyat est affecté à la flottille de l'Atlantique jusqu'en 1990. Il part ensuite à Lorient pour un grand carénage qui dure d'octobre 1990 à mai 1991. Il rejoint ensuite Djbouti pour servir au sein au sein des Forces françaises de l'océan Indien. En 1992, il rejoint Toulon où il est affecté à la flottille de la Méditerranée.
Durant sa vingtaine d'année de service, il aura parcouru plus de 500 000 milles nautiques et plus de mille marins seront passés à son bord

### Dispersion des cendres de Jean Gabin
Après des obsèques et une crémation au cimetière du Père-Lachaise, les cendres de Jean Gabin sont convoyées à Brest. Le 19 novembre 1976, elles sont dispersées en mer d'Iroise depuis la plage arrière du Detroyat,  à 20 milles nautiques de Brest, au sud de la  Chaussée des Pierres Noires, en présence de son épouse, de ses enfants, d'amis comme Gilles Grangier, Alain Delon ou Odette Ventura, et du vice-amiral d'escadre André Gélinet qui avait été son chef en 1945. Ces honneurs militaires de la Marine nationale lui sont rendus sur autorisation exceptionnelle du président de la République Valéry Giscard d'Estaing. 

## Fin du service actif
Le navire est désarmé le 25 juillet 1997, puis il servit longtemps de brise-lames au port du Château à Brest. En 2006 il fut amarré sur coffre au cimetière des navires de Landévennec, près de Brest, en attente de démantèlement. En décembre 2013, les chantiers franco-belges Galoo Gent obtienne le marché pour la démolition de six anciens bâtiments de la marine nationale. Après avoir subi un "toilettage de mer" afin de pouvoir être remorqué jusqu'à Gand, il quitte la rade de Brest le 25 septembre 2015, remorqué par le Multratug 26. 

## Au cinéma
Le Détroyat apparaît dans le film de Pierre Schoendorfer, Le Crabe-Tambour (1976), croisant le Jauréguiberry sous le sémaphore de Port-Louis[réf. nécessaire].